# Nizao
Nizao é uma cidade da República Dominicana pertencente à província de Peravia. É a segunda maior cidade da província e está localizada no sudeste da província, na foz do rio de mesmo nome.
Sua população estimada em 2012 era de 39 686 habitantes.
Foi fundada no século XVI, quando Diego, filho primogênito de Cristóvão Colombo, construiu uma usina de cana-de-açúcar e plantações ao longo do rio Nizao. A cidade está dividida em dois distritos, Santana e Pizarrete, e seção Don Gregorio. Nizao foi convertida em distrito municipal em 1 de janeiro de 1945 e elevado à categoria de município em 1989.